# Noite de Gala

Joana Fomm e Adriano Reys, no programa Noite de Gala da TV Rio em 1962

Noite de Gala foi um programa musical, produzido e exibido pela TV Rio de 1957 até 1962, patrocinado pelas "Lojas Rei da Voz", importante loja do Rio de Janeiro nos anos 50 e 60, especializada na venda de rádios, eletrolas, discos e instrumentos musicais, pertencente a família Medina. O Show era apresentado por Murilo Néri com a presença de grandes cantores e músicos famosos. O programa,de excelente qualidade,alcançou grande audiência em sua época.
Um dos quadros do programa teve a apresentação do jornalista Sérgio Porto, que aparecia de costas para a câmera e fazia crônicas humorísticas, além de comentar as suas musas, conhecidas como "Certinhas do Lalau", denominação relacionada com o seu codinome Stanislaw Ponte Preta.

## Referência
- http://www.museudatv.com.br/historiadasemissoras/tvrio.htm Em falta ou vazio |título= (ajuda)